# Platon (Fotograf)
Platon, wirklicher Name: Platon Antoniou (* 1968 in London, England), ist ein englischer Fotograf griechischer Abstammung.

## Leben
Platon ist der Sohn einer Engländerin und eines griechischen Vaters. Er wuchs in Griechenland auf, studierte jedoch in London am Central Saint Martins College of Art and Design und am Royal College of Art. Sein fotografisches Porträt Wladimir Putins war 2007 auf der Titelseite des Time Magazine zu sehen. Es wurde mit dem ersten Preis des World Press Photo Contest ausgezeichnet.
Platon war im Jahre 2009 bei der Zeitschrift The New Yorker in New York City als Fotograf angestellt. Im September des Jahres fotografierte er während der Hauptversammlung der Vereinten Nationen (UNO) in New York von den anwesenden Staats- und Regierungschefs aus aller Welt 130 in seinem improvisierten Studio im UNO-Gebäude am East River. Zusammen mit dem politischen Redakteur des New Yorker, David Remnick, veröffentlichte er 2011 seinen Fotoband Platon – Portraits of Power.

## Werke in öffentlichen Sammlungen
- The New York Historical
- The Florida Museum of Photographic Arts, Tampa Florida, USA
- WestLicht Fotografiemuseum, Wien
- Scottish National Portrait Gallery, Edinburgh, Schottland

## Veröffentlichungen
- Platon's Republic. Phaidon Press, London/New York 2004, ISBN 0-7148-4408-X.
- zusammen mit David Remnick (Text): Power Platon – Ein Portrait der Macht. Übersetzt von Walter Ahlers. Schirmer Mosel, München 2011, ISBN 978-3-8296-0532-8.